# Naman Tarcha
Naman Tarcha (in arabo  نعمان طرشه ‎?; Aleppo, 4 dicembre 1975) è un giornalista e conduttore televisivo siriano.
Dal 2023 è fondatore e CEO di Arabesc, il primo webmagazine in lingua italiana di attualità, arte e spettacolo dal mondo arabo.

## Biografia
Naman Tarcha è nato il 4 dicembre ad Aleppo in Siria da Joseph Tarcha, e Georgette Aswad.
Nato e cresciuto in una famiglia di fede cristiana, appartenente alla comunità siro cattolica, è stato educato all'accoglienza, alla tolleranza, e al rispetto della diversità, impegnandosi attivamente con le associazioni e gruppi giovanili nel volontariato al servizio dell’infanzia e gli anziani. 
Ha frequentato la scuola elementare dei Padri mechitaristi ad Aleppo, considerata una delle migliori in città per struttura e qualità di educazione ed insegnamento, e dove alunni cristiani, ebrei e mussulmani, sono semplicemente amici e compagni di banco. Ha completato i suoi studi frequentando il liceo scientifico dell'Aleppo College.

### Prime esperienze
Appassionato di teatro, musica e danza, coltiva questa passione con partecipazioni e ruoli da protagonista nelle recite scolastiche e negli spettacoli teatrali realizzati dai gruppi giovanili e nell'oratorio parrocchiale.

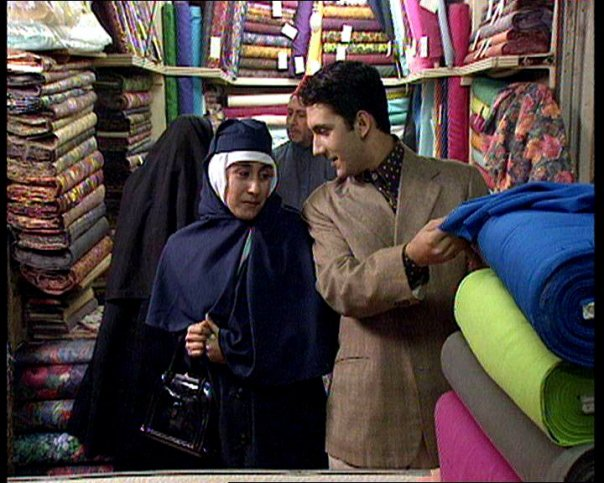
Khan al Harir, Fiction tv

Segue incuriosito ed osserva da vicino il mondo della televisione, improvvisandosi assistente e porta borse, pur di accompagnare suo padre Joseph negli studi e nei servizi televisivi.
Realizza le sue prime sperimentazioni nello studio fotografico di suo padre, utilizzando album fotografici e macchinari, per montare piccoli filmati e reportage sulla sua famiglia. 
Dopo le superiori, abbandonando la propria città, decide di presentarsi all'esame di ammissione dell'Alto Istituto di arte drammatica di Damasco, e intanto per puro caso si trova su un set televisivo. Partecipa all’inizio come figurante nella serie tv Qoulub Khadraa  del regista Salim Sabbri per poi ottenere una proposta di lavoro in una grande produzione televisiva. Ritorna a casa con il suo primo contratto di lavoro. Alla sua prima esperienza lavorativa è assistente alla produzione nella fiction siriana Khan al Harir  del noto regista Haitham Hakki.

### Percorso accademico
Visita nel 2000 per la prima volta l’Italia, all'interno del gruppo dei giovani francescani, durante la Giornata mondiale della gioventù. Il suo amore per i viaggi lo porta a visitare tutti i paesi dell'area mediorientale, ma il suo destino è quello di arrivare nella città eterna. 
Dopo un corso di lingua italiana a Roma, ottiene una borsa di studio in Italia, ritorna nel suo Paese e decide di abbandonare famiglia e amici, per proseguire gli studi accademica in Italia.
Arriva all'aeroporto di Roma Fiumicino, senza destinazione, né posto dove andare, ma trova subito ospitalità e una sistemazione provvisoria con l’aiuto di una coppia di amici.
Supera gli esami di ammissione presso la Facoltà di Comunicazione Sociale presso l'Università Salesiana, ove, conseguirà nel 2003 la laurea breve.
Approfondendo i temi d'attualità legati alla sua area di competenza, e partendo dal suo bagaglio culturale, prosegue gli studi accademici e consegue la laurea specialistica in Scienze della Comunicazione.

## Carriera
Nel 2008 è coordinatore alla produzione e assistente personale del famoso regista siriano Najdat Anzour, impegnato nella preparazione e realizzazione del controverso progetto cinematografico sul periodo coloniale italiano in Libia, intitolato Dhoulm: Years of Torment, prodotto da Muʿammar Gheddafi, con la produzione esecutiva di Renzo Rossellini. Il film con un tema delicato e un cast eccezionale, suscita tanto interesse, ma dopo lunghi preparativi e una settimana di riprese alle Isole Tremiti, viene interrotto a seguito dell'accordo di amicizia tra Italia e Libia siglato con Gheddafi e Berlusconi.
Nel 2009 dà la voce all'interprete iracheno dell’esercito americano durante la guerra in Iraq, nella serie tv americana “Generation Kill” per la società di doppiaggio Kam Cinematografica. 
Esordisce in tv nel 2010 come titolare della rassegna stampa dei quotidiani arabi all'interno del programma televisivo Global Watch su Red TV
Nello stesso anno fonda e dirigere a Roma il centro culturale Bocca della Verità, dedicato alla storia, arte e cultura mediorientale, con l'obiettivo di promuovere la conoscenza della cultura araba e il dialogo interreligioso e interculturale.

### Babel TV

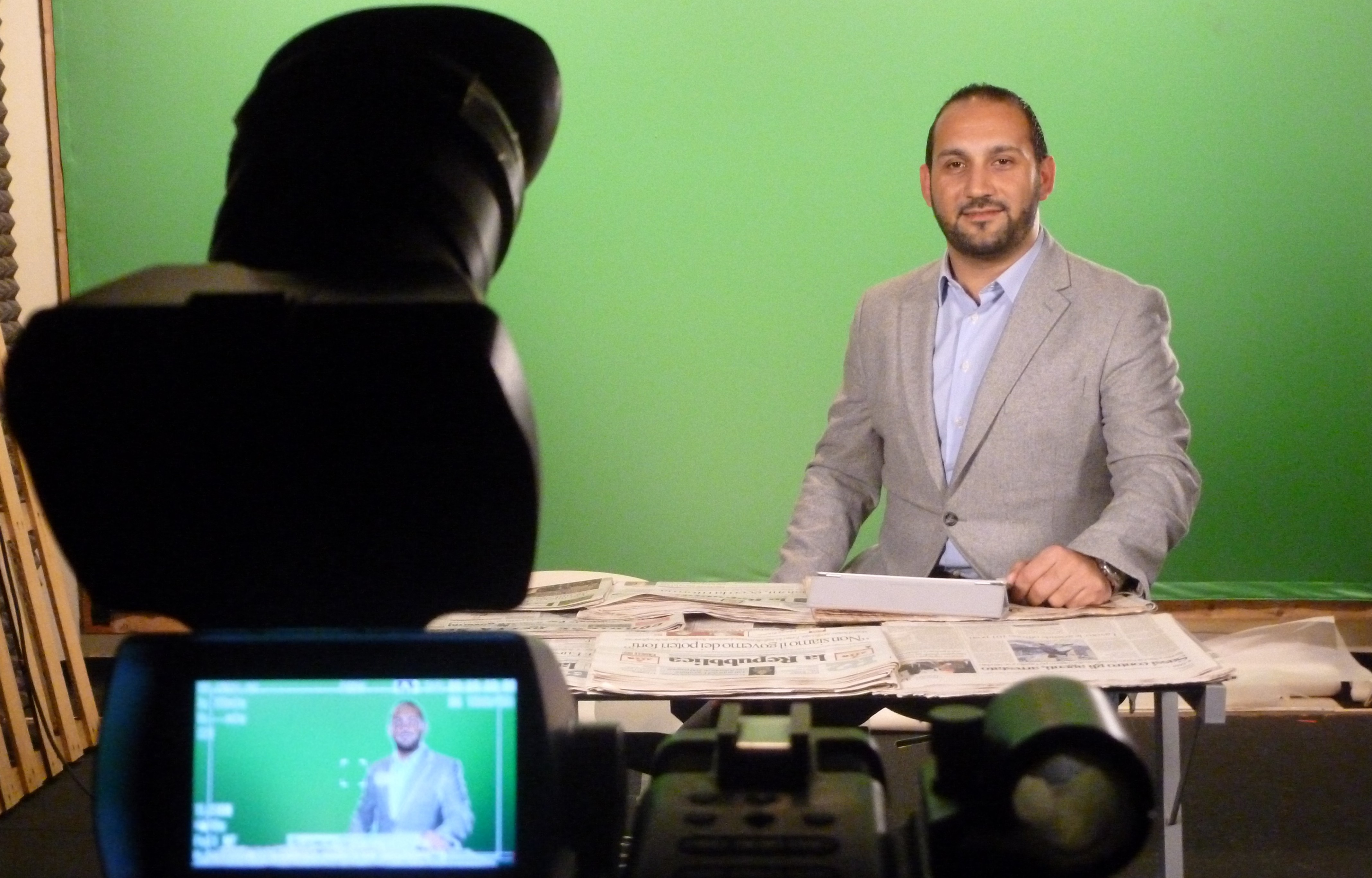
Babel tv

Dopo un fortunato provino nel 2012, viene scelto come uno dei nuovi volti di Babel TV canale 141 di Sky il primo canale televisivo di programmazione internazionale dedicato alle comunità straniere in Italia. Una finestra aperta sulle storie, gli usi, i costumi e i volti delle persone che vivono in Italia.
Redattore e conduttore di BABzine magazine di informazione ed approfondimenti quotidiano; uno spazio dedicato alle questioni italiane e internazionali con la Rassegna Stampa settimanale, con l'unica redazione multiculturale con quattro conduttori provenienti da paesi e culture differenti.
Ospita ed intervista vari protagonisti del mondo della politica, e illustri personaggi della cultura e della società civile, su temi della famiglia, lavoro, contaminazioni tra le diverse culture, tempo libero, economia e educazione civica.

### Radio e televisione
Segue da vicino il mercato televisivo arabo, realizzando traduzioni, doppiaggi e adattamento di testi e sceneggiature, svolgendo attività di Speaker, Voice Over e doppiatore arabo/italiano, e attore di spot pubblicitari. 
Nel 2014 presenta per la prima volta la musica araba al grande pubblico italiano, in una rubrica settimanale dedicata ai e alle star della canzone araba all'interno del programma quotidiano Il Caffè di Rai Uno, la prima parte del noto programma televisivo Unomattina.
Dopo alcune collaborazioni con diverse testate giornalistiche, scrive su un suo blog su Il Fatto Quotidiano, trattando argomenti legati ai mass media e mondo arabo.
Nel 2015 crea e conduce con grande successo Sinbad Arab Rock, magazine radiofonico settimanale di attualità e gruppi rock arabi per la prima volta su Radio Popolare Roma.
Nello stesso anno è corrispondente dall’Italia di Sharjah tv, uno dei canali satellitari degli Emirati Arabi Uniti.
A partire dal 2017 collabora come giornalista e tv reporter con diversi emittenti arabi e italiani, e firmando reportage, e servizi video sui temi di geopolitica, terrorismo ed immigrazione.
Nel 2018 è consulente e storyteller del progetto Sima un'applicazione ideata dalla Kuakua per insegnare la lingua araba ai bambini attraverso una storia e un gioco educativo online.
All'inizio del 2019 ha fondato e diretto come caporedattore ornina.org, magazine di arte e spettacolo online in lingua araba dedicato alla musica, teatro cinema e tv siriani. 
Prende parte della redazione della seconda stagione del noto programma A Raccontare Comincia tu! condotto da Raffaella Carrà e prodotto da Ballandi Arts.

## Pubblicazioni[13]

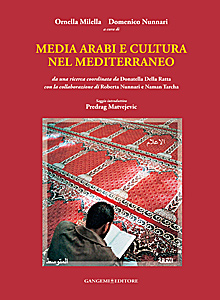
Media arabi e Cultura nel Mediterraneo

- Media arabi e Cultura nel Mediterraneo, Ricerca per l'Università Mediterranea, nel progetto dell'Osservatorio Mediterraneo per la Comunicazione, Gangemi Editore, 2009.[14]
- Religioni e Conflitti. Culla della Civiltà, centro del conflitto. Conoscere la divisione per progettare l'incontro in un mondo in guerra nel nome di Dio, Arcane Editore, 2016.[15]
- Immigrazione e Terrorismo. Business del terrore. Verso una corretta definizione del terrorismo per un'analisi delle strategie di contrasto e prevenzione al fenomeno e l'influenza del processo migratorio nella percezione si sicurezza, Arcane Editore, 2018.[16]